# Aloe imalotensis
Aloe imalotensis é uma espécie de liliopsida do gênero Aloe, pertencente à família Asphodelaceae.